# Andrei Jämsä
Andrei Jämsä (Pärnu, URSS, 14 de febrero de 1982) es un deportista estonio que compitió en remo.
Participó en cuatro Juegos Olímpicos de Verano, entre los años 2004 y 2016, obteniendo una medalla de bronce en Río de Janeiro 2016, en la prueba de cuatro scull, y el cuarto lugar en Londres 2012, en la misma prueba.
Ganó tres medallas de bronce en el Campeonato Mundial de Remo entre los años 2005 y 2015, y cuatro medallas en el Campeonato Europeo de Remo entre los años 2008 y 2016.

## Palmarés internacional
| Juegos Olímpicos   | Juegos Olímpicos        | Juegos Olímpicos  | Juegos Olímpicos |
| Año                | Lugar                   | Medalla           | Prueba           |
| ------------------ | ----------------------- | ----------------- | ---------------- |
| 2016               | Río de Janeiro (Brasil) | Medalla de bronce | Cuatro scull     |
| Campeonato Mundial |                         |                   |                  |
| Año                | Lugar                   | Medalla           | Prueba           |
| 2005               | Kaizu (Japón)           | Medalla de bronce | Cuatro scull     |
| 2006               | Eton (Reino Unido)      | Medalla de bronce | Cuatro scull     |
| 2015               | Aiguebelette (Francia)  | Medalla de bronce | Cuatro scull     |
| Campeonato Europeo |                         |                   |                  |
| Año                | Lugar                   | Medalla           | Prueba           |
| 2008               | Maratón (Grecia)        | Medalla de oro    | Cuatro scull     |
| 2011               | Plovdiv (Bulgaria)      | Medalla de plata  | Cuatro scull     |
| 2012               | Varese (Italia)         | Medalla de oro    | Cuatro scull     |
| 2016               | Brandeburgo (Alemania)  | Medalla de oro    | Cuatro scull     |